# Европско првенство у атлетици у дворани 2019 — 1.500 метара за жене
Такмичење у трчању на 1.500 метара у женској конкуренцији на 35. Европском првенству у дворани 2019. у Глазгову одржано је 1. и 3. марта у Емиратес арени.
Титулу освојену у Београду 2017. одбранила је Лора Мјур из Уједињеног Краљевства.

## Земље учеснице
Учествовало је 24 такмичарки из 16 земаља.
| 1. Албанија (1) 2. Белорусија (2) 3. Ирска (1) 4. Литванија (1) | 1. Луксембург (1) 2. Немачка (1) 3. Пољска (1) 4. Румунија (1) | 1. Словенија (1) 2. Србија (1) 3. Турска (1) 4. Уједињено Краљевство (3) | 1. Финска (1) 2. Чешка (3) 3. Шведска (3) 4. Шпанија (2) |

## Рекорди
| Рекорди пре почетка Европског првенства 2019. | Рекорди пре почетка Европског првенства 2019. | Рекорди пре почетка Европског првенства 2019. | Рекорди пре почетка Европског првенства 2019. | Рекорди пре почетка Европског првенства 2019. | Рекорди пре почетка Европског првенства 2019. |
| --------------------------------------------- | --------------------------------------------- | --------------------------------------------- | --------------------------------------------- | --------------------------------------------- | --------------------------------------------- |
| Светски рекорд                                | Гензебе Дибаба                                | Етиопија                                      | 1:55,17                                       | Карлсруе, Немачка                             | 1. фебруар 2014.                              |
| Европски рекорд                               | Абебе Арегави                                 | Шведска                                       | 3:57,91                                       | Стокхолм, Шведска                             | 6. фебруар 2014.                              |
| Рекорди европских првенстава                  | Лора Мјур                                     | Велика Британија                              | 4:02,39                                       | Београд, Србија                               | 4. март 2017.                                 |
| Најбољи светски резултат сезоне у дворани     | Гензебе Дибаба                                | Етиопија                                      | 3:59,08                                       | Сабадељ, Шпанија                              | 6. фебруар 2019.                              |
| Најбољи европски резултат сезоне у дворани    | Софија Енауи                                  | Пољска                                        | 4:05,22                                       | Острава, Чешка                                | 12. фебруар 2019.                             |

## Најбољи европски резултати у 2019. години
Десет најбољих европских такмичарки у трци на 1.500 метара у дворани 2019. године пре почетка првенства (1. марта 2019), имале су следећи пласман на европској и светској ранг листи. (СРЛ) ,
| 1.  | Софија Енауи     | Пољска     | 4:05,22 | 12. фебруар | 2. СРЛ  |
| 2.  | Симона Врзалова  | Чешка      | 4:05,73 | 12. фебруар | 3. СРЛ  |
| 3.  | Кјара Магеан     | Ирска      | 4:06,76 | 13. фебруар | 4. СРЛ  |
| 4.  | Клаудија Бобоча  | Румунија   | 4:07,05 | 13. фебруар | 5. СРЛ  |
| 5.  | Маруша Мишмаш    | Словенија  | 4:08,09 | 12. фебруар | 6. СРЛ  |
| 6.  | Амела Терзић     | Србија     | 4:08,48 | 17. фебруар | 9. СРЛ  |
| 7.  | Дарја Барисевич  | Белорусија | 4:08,53 | 17. фебруар | 11. СРЛ |
| 8.  | Љуиза Гега       | Албанија   | 4:09,58 | 17. фебруар | 13. СРЛ |
| 9.  | Марта Перез      | Шпанија    | 4:10,10 | 18. јануар  | 15. СРЛ |
| 10. | Јоланда Нгарамбе | Шведска    | 4:10,13 | 26. јануар  | 16. СРЛ |

Такмичарке чија су имена подебљана учествовале су на ЕП.

## Сатница
| Датум         | Време | Ниво          |
| ------------- | ----- | ------------- |
| 1. март 2019  | 19:10 | Квалификације |
| 3. март 2019. | 20:12 | Финале        |

Сва времена су по локалном времену (UTC+1)

## Квалификациона норма
| дворана                | отворено               |
| ---------------------- | ---------------------- |
| 4:18,00 4:36,00 (миља) | 4:13,00 4:32,00 (миља) |

## Освајачи медаља
| Освајачи медаља      |              |              |  |  |  |  |
|                      |              |              |  |  |  |  |
|                      |              |              |  |  |  |  |
|                      |              |              |  |  |  |  |
| Лора Мјур            | Софија Енуји | Кјара Магеан |  |  |  |  |
| Уједињено Краљевство | Пољска       | Ирска        |  |  |  |  |

## Резултати

### Квалификације
Такмичење је одржано 1. марта 2019. године. У финале су се пласирале по 2 првопласиране из 3 квалификационе групе (КВ) и 3 на основу постигнутог резултата (кв).,,
Почетак такмичења: група 1 у 19:10, група 2 у 19:20, група 3 у 19:30.
| Пласман | Група | Атлетичарка             | Земља                | ЛР      | ЛРС     | Резултат | Белешка |
| ------- | ----- | ----------------------- | -------------------- | ------- | ------- | -------- | ------- |
| 1.      | 2     | Марта Перез             | Шпанија              | 4:09,24 | 4:10,10 | 4:08,05  | КВ, ЛР  |
| 2.      | 2     | Симона Врзалова         | Чешка                | 4:05,73 | 4:05,73 | 4:08,06  | КВ      |
| 3.      | 2     | Кјара Магеан            | Ирска                | 4:06,76 | 4:06,76 | 4:08,15  | кв      |
| 4.      | 2     | Дарја Барисевич         | Белорусија           | 4:08,53 | 4:08,53 | 4:08,31  | кв, ЛР  |
| 5.      | 1     | Лора Мјур               | Уједињено Краљевство | 4:01,84 | 4:01,84 | 4:09,29  | КВ      |
| 6.      | 1     | Katsiaryna Karneyenka   | Белорусија           | 4:10,29 | 4:10,29 | 4:09,32  | КВ, ЛР  |
| 7.      | 1     | Клаудија Бобоча         | Румунија             | 4:07,05 | 4:07,05 | 4:09,67  | кв      |
| 8.      | 1     | Маруша Мишмаш           | Словенија            | 4:08,09 | 4:08,09 | 4:09,81  |         |
| 9.      | 2     | Ана Силвандер           | Шведска              | 4:13,80 | 4:13,80 | 4:11,01  | ЛР      |
| 10.     | 1     | Јоланда Нгарамбе        | Шведска              | 4:10,13 | 4:10,13 | 4:12,16  |         |
| 11.     | 2     | Џема Рики               | Уједињено Краљевство | 4:13,46 | 4:17,08 | 4:13,44  | ЛР      |
| 12.     | 3     | Амела Терзић            | Србија               | 4:08,48 | 4:08,48 | 4:16,51  | КВ      |
| 13.     | 3     | Софија Енауи            | Пољска               | 4:05,22 | 4:05,22 | 4:16,78  | КВ      |
| 14.     | 1     | Кристина Маки           | Чешка                | 4:11,28 | 4:12,18 | 4:17,19  |         |
| 15.     | 3     | Сара Меконалд           | Уједињено Краљевство | 4:07,62 | 4:18,10 | 4:17,64  | ЛРС     |
| 16.     | 1     | Сара Куивисто           | Финска               | 4:14,99 | 4:14,99 | 4:18,68  |         |
| 17.     | 3     | Диана Мезулианикова     | Чешка                | 4:11,53 | 4:12,42 | 4:18,89  |         |
| 18.     | 3     | Хана Хермансон          | Шведска              | 4:14,47 | 4:14,47 | 4:19,88  |         |
| 19.     | 1     | Наталија Пилиушина      | Литванија            | 4:15,69 |         | 4:20,98  | ЛРС     |
| 20.     | 3     | Вера Хофман             | Луксембург           | 4:17,78 | 4:17,78 | 4:21,07  |         |
| 21.     | 3     | Соланге Андреја Переира | Шпанија              | 4:10,39 | 4:10,39 | 4:24,57  |         |
| 22.     | 2     | Озлем Каја              | Турска               | 4:12,55 |         | 4:29,50  | ЛРС     |
|         | 2     | Катерина Гранц          | Немачка              | 4:11,38 | 4:11,38 | НЗ       |         |
|         | 3     | Љуиза Гега              | Албанија             | 4:06,66 | 4:09,58 | НС       |         |

Подебљани лични рекорди су и национални рекорди земље коју такмичарка представља

### Финале
Такмичење је одржано 3. марта 2019. године у 20:12.,
| Пласман | Атлетичарка           | Земља                | Резултат | Белешка |
| ------- | --------------------- | -------------------- | -------- | ------- |
|         | Лора Мјур             | Уједињено Краљевство | 4:05,92  |         |
|         | Софија Енауи          | Пољска               | 4:09,30  |         |
|         | Кјара Магеан          | Ирска                | 4:09,43  |         |
| 4.      | Katsiaryna Karneyenka | Белорусија           | 4:11,59  |         |
| 5.      | Дарја Барисевич       | Белорусија           | 4:11,92  |         |
| 6.      | Симона Врзалова       | Чешка                | 4:12,16  |         |
| 7.      | Клаудија Бобоча       | Румунија             | 4:13,40  |         |
| 8.      | Марта Перез           | Шпанија              | 4:13,56  |         |
| 9.      | Амела Терзић          | Србија               | 4:24,20  |         |

### Пролазна времена у финалу
| Дистанца | Атлетичарка | Држава               | Време   |
| -------- | ----------- | -------------------- | ------- |
| 300 м    | Лора Мјур   | Уједињено Краљевство | 1:09,52 |
| 700 м    | Лора Мјур   | Уједињено Краљевство | 2:19,13 |
| 1.100 м  | Лора Мјур   | Уједињено Краљевство | 3:22,75 |